# Амбонго Безунгу, Фридолин
Фридолин Амбонго Безунгу (фр. Fridolin Ambongo Besungu; род. 24 января 1960, Бото, Северное Убанги, Демократическая Республика Конго) — конголезский кардинал, капуцин. Епископ Бокунгу-Икелы с 22 ноября 2004 по 12 ноября 2016. Апостольский администратор Коле с 30 октября 2008 по 9 августа 2015. Апостольский администратор Мбандака-Бикоро с 5 марта по 12 ноября 2016. Архиепископ Мбандака-Бикоро с 12 ноября 2016 по 6 февраля 2018. Апостольский администратор Бокунгу-Икелы с 12 ноября 2016. Коадъютор архиепископа Киншасы с 6 февраля 2018 по 1 ноября 2018. Архиепископ Киншасы с 1 ноября 2018. Кардинал-священник с титулом церкви Сан-Габриэле-Арканджело-алл’Аква-Траверса с 5 октября 2019.